# Ferrovia Tarumi
La Ferrovia Tarumi (樽見鉄道?, Tarumi Tetsudō) è una compagnia ferroviaria del terzo settore con sede nella città di Motosu che gestisce una linea ferroviaria nella prefettura di Gifu.

## Storia
Il 1° febbraio 1984 venne fondata la Ferrovia Tarumi che il 6 ottobre dello stesso anno rilevò la Linea Tarumi dalle Ferrovie Nazionali Giapponesi.

## Linee ferroviarie
L'azienda gestisce una linea ferroviaria.
- Linea Tarumi (樽見線?): Ōgaki – Tarumi (34,5 km, 19 stazioni)

## Materiale rotabile
Nel 2024, la Ferrovia Tarumi aveva un totale di sei automotrici per il trasporto passeggeri. Si tratta di tre veicoli della serie Hymo 330 di Niigata Transys dagli anni dal 2010 al 2018 e tre veicoli della serie Hymo 295 di Fuji Heavy Industries dagli anni dal 1999 al 2005. C'è anche uno spazzaneve DB1 con motore diesel veicolo, costruito nel 1984 dalla Fuji Heavy Industries.
- Serie Hymo 295-310 (315)
- Serie Hymo 295-610 (617)
- Serie Hymo 330-700 (701/702/703)
- Serie DB1

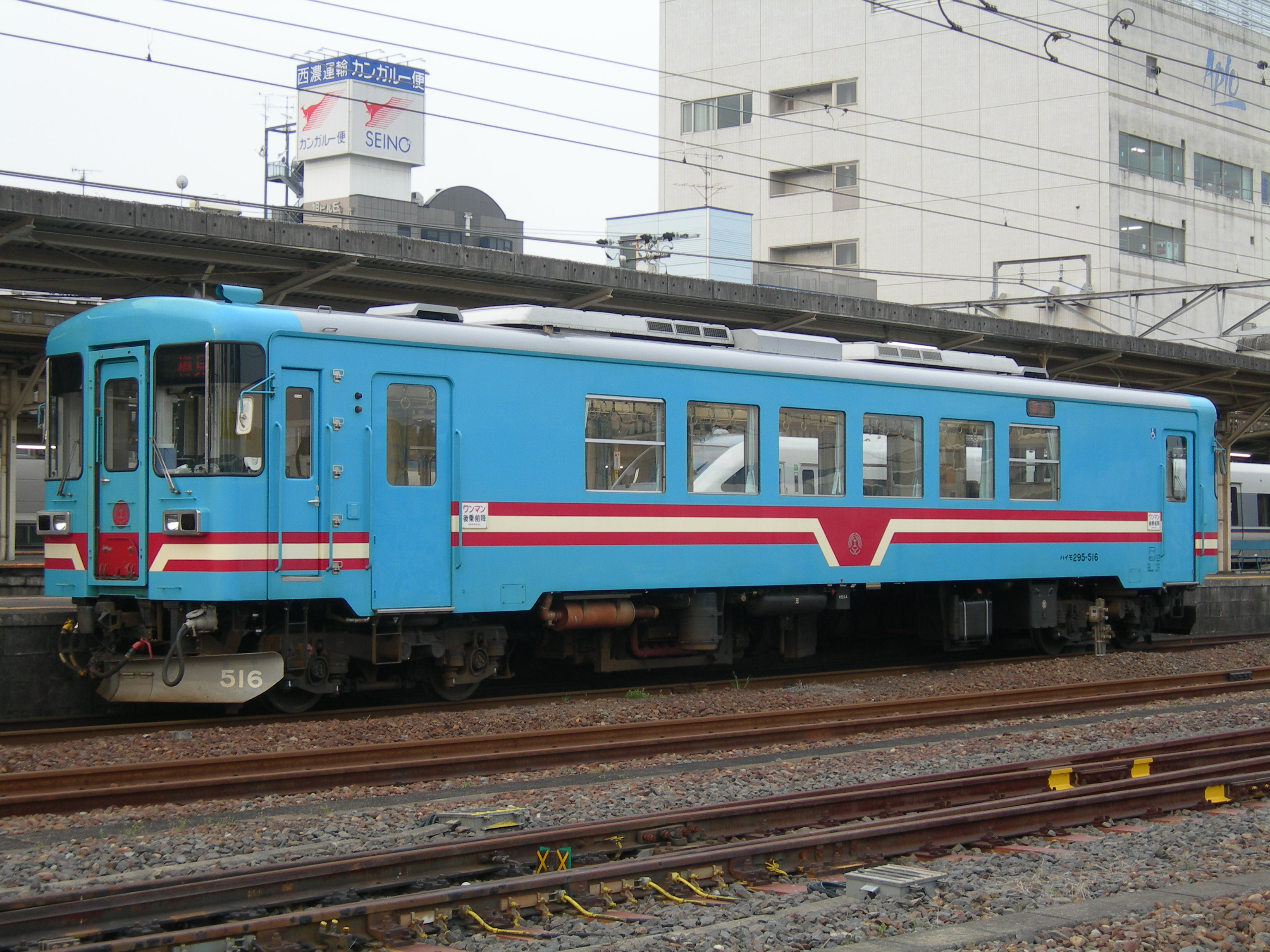
Hymo 295-516
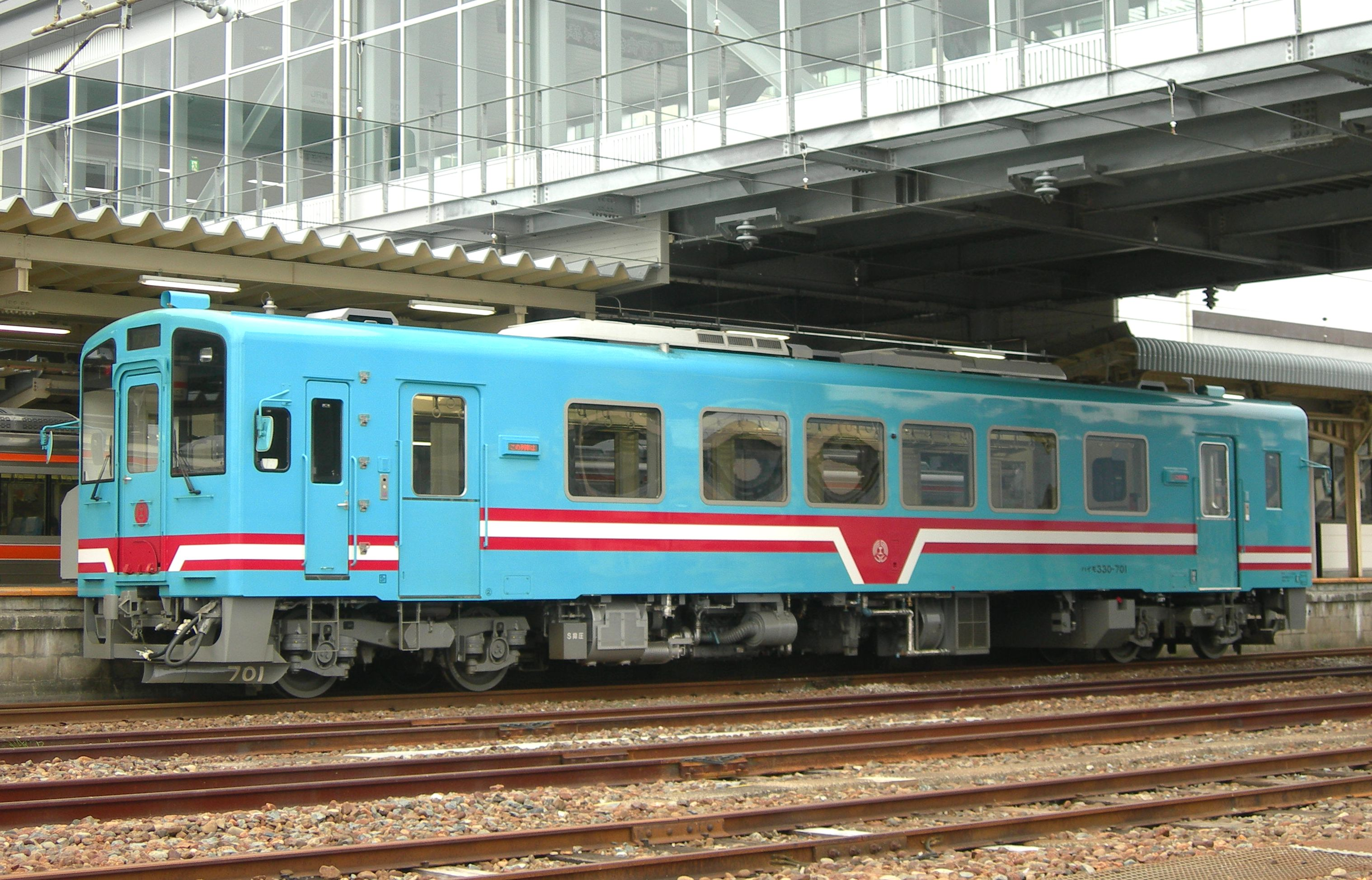
Hymo 330-701
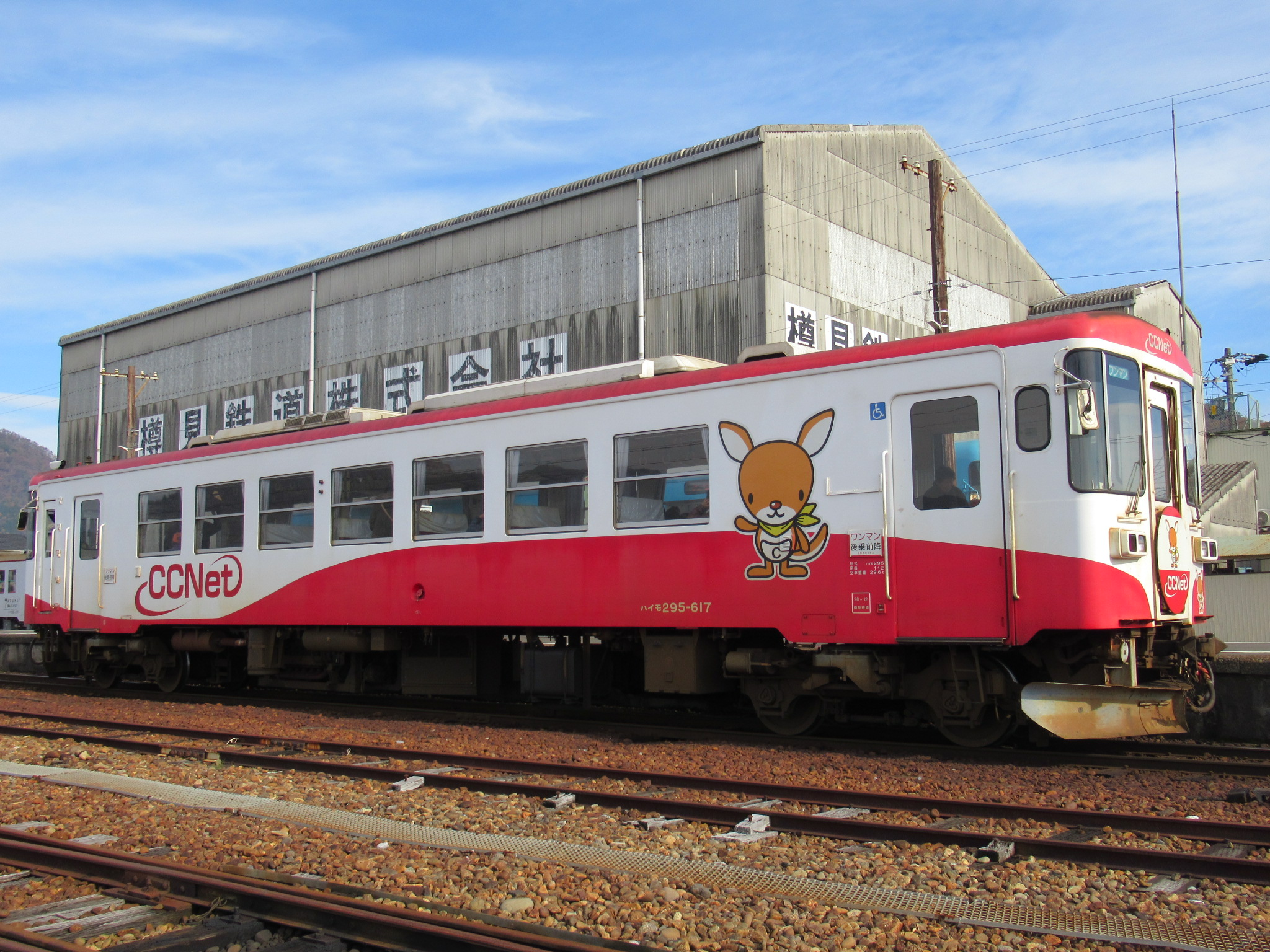
Hymo 295-610.
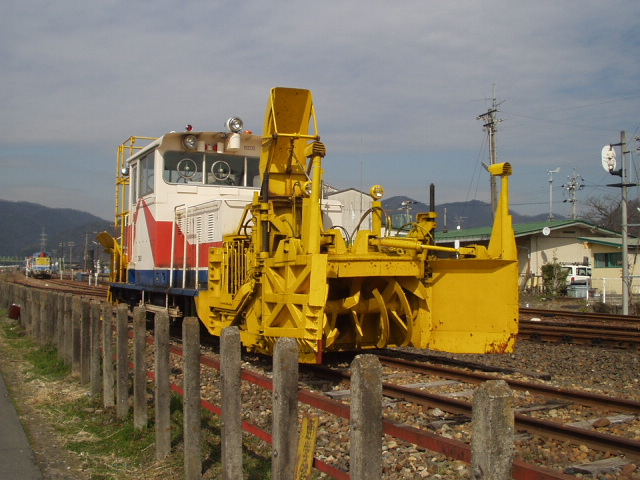
DB1